# Vagner Antônio Brandalise
Vagner Antônio Brandalise (Bom Sucesso do Sul, 24 agosto 1989) è un calciatore brasiliano, portiere del Capital.

## Statistiche

### Presenze e reti nei club
Statistiche aggiornate al 24 dicembre 2017.
| Stagione        | Squadra         | Campionato      | Campionato | Campionato | Coppe nazionali | Coppe nazionali | Coppe nazionali | Coppe continentali | Coppe continentali | Coppe continentali | Altre coppe | Altre coppe | Altre coppe | Totale | Totale | Totale |
| Stagione        | Squadra         | Comp            | Pres       | Reti       | Comp            | Pres            | Reti            | Comp               | Pres               | Reti               | Comp        | Pres        | Reti        | Pres   | Reti   |        |
| --------------- | --------------- | --------------- | ---------- | ---------- | --------------- | --------------- | --------------- | ------------------ | ------------------ | ------------------ | ----------- | ----------- | ----------- | ------ | ------ | ------ |
| 2009            | Paulista        | PAU             | 3          | -7         | CB              | 0               | 0               |                    | -                  | -                  |             | -           | -           | 3      | -7     |        |
| 2010            | Paulista        | PAU             | 0          | 0          | CB              | 0               | 0               |                    | -                  | -                  |             | -           | -           | 0      | 0      |        |
| 2011            | Villa Nova      | D+MIN           | 0+10       | -11        | CB              | 0               | 0               |                    | -                  | -                  |             | -           | -           | 10     | -11    |        |
| 2011            | Criciúma        | B+CAT           | 2+0        | -3         | CB              | 0               | 0               |                    | -                  | -                  |             | -           | -           | 2      | -3     |        |
| 2012            | Paulista        | PAU             | 19         | -29        | CB              | 2               | -6              |                    | -                  | -                  |             | -           | -           | 21     | -35    |        |
| 2013            | Ituano          | PAU             | 4          | -9         | CB              | 0               | 0               |                    | -                  | -                  | CP          | 19          | -15         | 23     | -24    |        |
| 2014            | Ituano          | D+PAU           | 0+19       | -11        | CB              | 0               | 0               |                    | -                  | -                  |             | -           | -           | 19     | -11    |        |
| 2014            | Avaí            | B+CAT           | 36+0       | -35        | CB              | 4               | -7              |                    | -                  | -                  |             | -           | -           | 40     | -42    |        |
| 2015            | Avaí            | A+CAT           | 33+14      | -48;-19    | CB              | 2               | -2              |                    | -                  | -                  |             | -           | -           | 49     | -69    |        |
| 2016            | Palmeiras       | A+PAU           | 3+0        | -5         | CB              | 1               | -1              | CL                 | 0                  | 0                  |             | -           | -           | 4      | -6     |        |
| 2017            | Mirassol        | PAU             | 12         | -16        | CB              | 0               | 0               |                    | -                  | -                  |             | -           | -           | 12     | -16    |        |
| 2017            | Guarani         | B+PAU           | 11+0       | -17        | CB              | 0               | 0               |                    | -                  | -                  |             | -           | -           | 11     | -17    |        |
| Totale carriera | Totale carriera | Totale carriera | 166        | -210       |                 | 9               | -16             |                    | 0                  | 0                  |             | 19          | -15         | 194    | -241   |        |

## Palmarès

### Competizioni statali
- Campionato paulista: 1

Ituano: 2014

### Competizioni nazionali
- Campionato brasiliano: 1

Palmeiras: 2016